# 2401 Aehlita
2401 Aehlita è un asteroide della fascia principale. Scoperto nel 1975, presenta un'orbita caratterizzata da un semiasse maggiore pari a 2,7694660 UA e da un'eccentricità di 0,0589800, inclinata di 4,33379° rispetto all'eclittica.
L'asteroide è dedicato all'eroina dell'omonimo romanzo di Aleksej Nikolaevič Tolstoj.